# Carla Tricoli
Carla Tricoli Rodriguez (Vieques, 1982) è una modella portoricana, incoronata Miss Porto Rico 2003.
Ha inoltre rappresentato Porto Rico nei concorsi di bellezza Miss Universo 2003 il 3 giugno 2003 a Panama, dove pur non riuscendo a piazzarsi nella rose delle quindici finaliste, ha ottenuto la fascia di Miss Photogenic. Al momento dell'incoronazione Carla Tricoli era una studentessa presso l'università di Porto Rico ed in precedenza era comparsa nel film del 2010 The Losers.